# Frankie Vaughan
Frankie Vaughan CBE (3 de fevereiro de 1928 — 17 de setembro de 1999) foi um cantor britânico que lançou mais de oitenta discos durante sua carreira. Alguns de seus maiores êxitos foram os singles "The Garden of Eden" e "Tower of Strength", que alcançaram a 1ª colocação da UK Singles Chart em 1957 e 1961, respectivamente.
Morreu de insuficiência cardíaca em 1999, aos 71 anos.

## Discografia

### Singles
- 1950 - "The Old Piano Roll Blues" / "Daddy's Little Girl"
- 1950 - "Stay With The Happy People" / "Give Me You"
- 1953 - "My Sweetie Went Away" / "Strange"
- 1953 - "Too Marvelous for Words" / "No Help Wanted"
- 1953 - "Look at That Girl" / "Send My Baby Back To Me"
- 1953 - "Bye Bye Baby" / "False Hearted Lover"
- 1953 - "Hey Joe" / "So Nice In Your Arms"
- 1953 - "Istanbul (Not Constantinople)" / "Cloud Lucky Seven"
- 1954 - "The Cuff of My Shirt" / "Heartless"
- 1954 - "From The Grape Came The Wine" / "She Took"
- 1954 - "Jilted" / "Do, Do, Do, Do, Do, Do It Again"
- 1954 - "Out In The Middle of The Night" / "Crazy About You"
- 1954 - "My Son, My Son" / "Cinnamon Sinner"
- 1954 - "Happy Days and Lonely Nights" / "Danger Signs "
- 1955 - "Too Many Heartaches" / "Unsuspecting Heart"
- 1955 - "Tweedle Dee" / "Give Me The Moonlight Give Me The Girl"
- 1955 - "Wildfire" / "That's How A Love Song Was Born"
- 1955 - "Something's Gotta Give" / "Why Did The Chicken Cross The Road"
- 1955 - "Seventeen" / "Meet Me On The Corner"
- 1956 - "My Boy Flat Top" / "Stealin'"
- 1956 - "This is The Night" / "Rock Candy Baby"
- 1956 - "Escape in The Sun" / "Honey Hair Sugar Lips Eyes of Blue"
- 1956 - "Lucky Thirteen" / "Let's Go Steady"
- 1956 - "The Green Door" / "Pity The Poor Man "
- 1957 - "The Garden of Eden" / "Priscilla" -
- 1957 - "These Dangerous Years" / "Isn't This a Lovely Evening"
- 1957 - "What's Behind that Strange Door" / "Cold Cold Shower"
- 1957 - "Man On Fire" / "Wanderin' Eyes"
- 1957 - "Gotta Have Something in The Bank Frank" / "Single" '
- 1957 - "Kisses Sweeter than Wine" / "Rock-A-Chicka"
- 1958 - "Can't Get Along Without You" / "We're Not Alone"
- 1958 - "Kewpie Doll" / "So Many Women"
- 1958 - "Wonderful Things" / "Judy"
- 1958 - "Am I Wasting my Time On You" / "So Happy in Love"
- 1959 - "That's My Doll" / "Love Is the Sweetest Thing"
- 1959 - "Honey Bunny Baby" / "The Lady Is a Square"
- 1959 - "Give Me The Moonlight Give Me The Girl" / "Happy Go Lucky" (relançamento)
- 1959 - "Come Softly to Me" / "Say Something Sweet To Your Sweetheart" / "Sometime Somewhere"
- 1959 - "Walkin' Tall" / "I Ain't Gonna Lead This Life"
- 1960 - "What More Do You Want" / "The Very Very Young"
- 1960 - "Love Me Now" / "I Was a Fool"
- 1960 - "Kookie Little Paradise" / "Mary Lou"
- 1960 - "Milord" / "Do You Still Love Me"
- 1961 - "Tower of Strength" / "Rachel"
- 1961 - "Don't Stop - Twist!" / "Red Red Roses"
- 1962 - "I'm Gonna Clip Your Wings" / "Travelin' Man"
- 1962 - "Hercules" / "Madeleine"
- 1963 - "Hey Mama" / "Brand New Motor"
- 1963 - "You're The One for Me" / "I Told You So"
- 1963 - "Loop De Loop" / "There'll Be No Teardrops Tonight"
- 1964 - "Alley Alley Oh" / "Gonna Be a Good Boy Now"
- 1964 - "Hello Dolly" / "Long Time No See"
- 1964 - "Susie Q" / "I'll Always Be in Love With You"
- 1964 - "Someone Must Have Hurt You A Lot" / "Easter Time"
- 1965 - "The Happy Train" / "You Darlin' You"
- 1965 - "Wait" / "There Goes The Forgotten Man"
- 1966 - "Cabaret" / "Gotta Have You"
- 1967 - "There Must Be A Way" / "You're Nobody till Somebody Loves You"
- 1967 - "So Tired" / "If I Didn't Care"
- 1968 - "Nevertheless" / "Girl Talk"
- 1968 - "Mame" / "If I Had My Way"
- 1968 - "Souvenirs" / "Getting Used to Having You Around"
- 1969 - "The Same Old Way" / "You Can't Stop Me Dancing"
- 1969 - "Hideaway" / "Hold Me Close to You"
- 1970 - "Peace Brother Peace" / "[[You'll Never Walk Alone"
- 1970 - "With These Hands" / "I'll Give You Three Guesses"
- 1971 - "Find Another Love" / "Lorelei"
- 1971 - "What Am I to do With You" / "Make The Circus Come to Town"
- 1972 - "Paradise" / "Same Old Love"
- 1972 - "Good Old Bad Old Days" / "The Good Things in Life"
- 1974 - "Unchained Melody" / "I'll Never See Julie Again"
- 1975 - "It's Too Late Now" / "Somewhere in this World"
- 1975 - "Close Your Eyes" / "Our World of Love"
- 1975 - "After Loving You" / "Feelings"
- 1976 - "I'll Never Smile Again" / "Ragtime Cowboy Joe"
- 1976 - "One" / "Love Is Here To Stay"
- 1977 - "Red Sails in the Sunset" / "Seasons for Lovers"
- 1977 - "Take Me" / "Lemon Drops, Lollipops and Sunbeams"
- 1978 - "Think Beautiful Things" / "I Am Lucky"
- 1979 - "Think Beautiful Things" / "Simple Kiss"
- 1983 - "Stockport" / "Showmanship"
- 1984 - "Dreamers" / "Two Different Worlds"
- 1987 - "When Your Old Wedding Ring Was New" / "Lucky"

### Álbuns

#### Philips
- 1957 - Happy Go lucky
- 1958 - Frankie Vaughan Showcase
- 1959 - Frankie Vaughan at the London Palladium
- 1961 - Let Me Sing - I'm Happy
- 1961 - Warm Feeling
- 1962 - Live at the Talk of the Town
- 1963 - All Over Town
- 1965 - My Kind of Song
- 1966 - Return Date at the Talk of the Town
- 1967 - Frankie Vaughan Songbook
- 1971 - This is Frankie Vaughan

#### Columbia
- 1967 - There Must Be a Way
- 1968 - The Second Time Around
- 1970 - Mr Moonlight
- 1971 - Double Exposure
- 1972 - Frankie
- 1972 - Frankie Vaughan Sing-a-Long

#### Pye
- 1973 - Sincerely Yours
- 1974 - Someone Who Cares
- 1975 - Seasons for Lovers
- 1977 - Golden Hour Presents Frankie Vaughan

#### Ronco
- 1977 - 100 Golden Greats
- 1985 - Love Hits and High Kicks

#### Big V
- 1979 - Moonlight and Love Songs